# Вељко Илић (фудбалер, 2003)
Вељко Илић (Београд, 21. јул 2003) српски је фудбалски голман који тренутно наступа за ТСЦ из Бачке Тополе.

## Каријера
Фудбал је почео да тренира у Обреновцу, а затим наставио у млађим категоријама Црвене звезде. Ту је стигао 2017. и остао наредне четири године. Неколико месеци је провео на позајмици у ИМТ-у, а затим је прешао у ТСЦ из Бачке Тополе. Током лета 2022. било је планирано да оде на позајмицу у Лозницу. Услед повреде Николе Бурсаћа, Илић је добио прилику на почетку такмичарске 2022/23. Усталио се пред голом своје екипе, као један од бонус фудбалера, а почетком 2023. продужио је уговор с ТСЦ-ом. Сезону је с екипом завршио на другом месту на табели Суперлиге Србије чиме су обезбедили учешће у плеј-офу за Лигу шампиона. Такмичиње су наставили у групној фази Лиге Европе где су освојили бод ремијем с Олимпијакосом у Бачкој Тополи. Кроз групу А, у којој су били још Вест Хем и Фрајбург, бранио је на пет утакмица и примио шеснаест погодака. Према одабиру спортске редакције Радио-телевизије Србије крајем 2023, саврстан је међу најбоље младе српске фудбалере у протеклој години.

## Репрезентација
Илић је добио позив у омладинску репрезентацију Србије за Меморијални турнир „Стеван Вилотић Ћеле” 2021. године. Дебитовао је против вршњака из Црне Горе, заменивши пред голом Марка Ћопића након једног часа игре. Селектор младе репрезентације Србије, Горан Стевановић, упутио је Илићу позив за пријатељску утакмицу с Бугарском у септембру 2022. Он је потом бранио на пријатељском сусрету с екипом Северне Македоније, који је одигран на Кипру. Селектор Драган Стојковић позвао је Илића на шири списак од 30 фудбалера за сусете са Јорданом и Бугарском у јуну 2023.

## Статистика

### Клупска
Ажурирано 7. јануара 2024.
| Клуб             | Сезона   | Лига             | Лига | Лига | Национални куп | Национални куп | Европа | Европа | Остало | Остало | Укупно | Укупно |
| Клуб             | Сезона   | Дивизија         |      | Гол  |                | Гол            |        | Гол    |        | Гол    |        | Гол    |
| ---------------- | -------- | ---------------- | ---- | ---- | -------------- | -------------- | ------ | ------ | ------ | ------ | ------ | ------ |
| ТСЦ Бачка Топола | 2021/22. | Суперлига Србије | 0    | 0    | 0              | 0              | —      | —      | —      | —      | 0      | 0      |
| ТСЦ Бачка Топола | 2022/23. | Суперлига Србије | 35   | 0    | 1              | 0              | —      | —      | —      | —      | 36     | 0      |
| ТСЦ Бачка Топола | 2023/24. | Суперлига Србије | 15   | 0    | 0              | 0              | 6      | 0      | —      | —      | 21     | 0      |
| ТСЦ Бачка Топола | Укупно   | Укупно           | 50   | 0    | 1              | 0              | 6      | 0      | —      | —      | 57     | 0      |

### Утакмице у дресу репрезентације
| Репрезентација Србије у узрасту до 19 година старости | Репрезентација Србије у узрасту до 19 година старости | Репрезентација Србије у узрасту до 19 година старости | Репрезентација Србије у узрасту до 19 година старости | Репрезентација Србије у узрасту до 19 година старости | Репрезентација Србије у узрасту до 19 година старости | Репрезентација Србије у узрасту до 19 година старости | Репрезентација Србије у узрасту до 19 година старости | Репрезентација Србије у узрасту до 19 година старости | Репрезентација Србије у узрасту до 19 година старости |
| #                                                     | Датум                                                 | Такмичење                                             | Локација                                              | Домаћин                                               | Резултат                                              | Гост                                                  | Мин.                                                  | Гол                                                   | Реф.                                                  |
| ----------------------------------------------------- | ----------------------------------------------------- | ----------------------------------------------------- | ----------------------------------------------------- | ----------------------------------------------------- | ----------------------------------------------------- | ----------------------------------------------------- | ----------------------------------------------------- | ----------------------------------------------------- | ----------------------------------------------------- |
| 1.                                                    | 5. септембар 2021.                                    | Меморијални турнир „Стеван Вилотић Ћеле”              | Стадион Милан Средановић, Кула                        | Србија                                                | 5 : 0                                                 | Црна Гора                                             | [ 23 ]                                                |                                                       |                                                       |
| 1                                                     | Укупан број утакмица и постигнутих погодака           | Укупан број утакмица и постигнутих погодака           | Укупан број утакмица и постигнутих погодака           | Укупан број утакмица и постигнутих погодака           | Укупан број утакмица и постигнутих погодака           | Укупан број утакмица и постигнутих погодака           | Укупан број утакмица и постигнутих погодака           |                                                       | [ 24 ]                                                |

| Репрезентација Србије у узрасту до 21 године старости | Репрезентација Србије у узрасту до 21 године старости                    | Репрезентација Србије у узрасту до 21 године старости                    | Репрезентација Србије у узрасту до 21 године старости                    | Репрезентација Србије у узрасту до 21 године старости                    | Репрезентација Србије у узрасту до 21 године старости                    | Репрезентација Србије у узрасту до 21 године старости                    | Репрезентација Србије у узрасту до 21 године старости | Репрезентација Србије у узрасту до 21 године старости | Репрезентација Србије у узрасту до 21 године старости |
| #                                                     | Датум                                                                    | Такмичење                                                                | Локација                                                                 | Домаћин                                                                  | Резултат                                                                 | Гост                                                                     | Мин.                                                  | Гол                                                   | Реф.                                                  |
| ----------------------------------------------------- | ------------------------------------------------------------------------ | ------------------------------------------------------------------------ | ------------------------------------------------------------------------ | ------------------------------------------------------------------------ | ------------------------------------------------------------------------ | ------------------------------------------------------------------------ | ----------------------------------------------------- | ----------------------------------------------------- | ----------------------------------------------------- |
| 1.                                                    | 23. новембар 2022.                                                       | Пријатељска утакмица                                                     | АЕК Арена, Ларнака                                                       | Србија                                                                   | 1 : 1                                                                    | Северна Македонија                                                       | [ 17 ]                                                |                                                       |                                                       |
| 2.                                                    | 28. март 2023.                                                           | Пријатељска утакмица                                                     | Спортски центар, Марбеља                                                 | Сједињене Америчке Државе                                                | 0 : 0                                                                    | Србија                                                                   | [ 25 ]                                                |                                                       |                                                       |
| 3.                                                    | 12. септембар 2023.                                                      | Квалификације за Европско првенство                                      | Кућа фудбала, Стара Пазова                                               | Србија                                                                   | 2 : 0                                                                    | Азербејџан                                                               | [ 26 ]                                                |                                                       |                                                       |
| 4.                                                    | 12. октобар 2023.                                                        | Квалификације за Европско првенство                                      | Стадион Сити Граунд, Нотингем                                            | Енглеска                                                                 | 9 : 1                                                                    | Србија                                                                   | [ 27 ]                                                |                                                       |                                                       |
| 5.                                                    | 16. октобар 2023.                                                        | Квалификације за Европско првенство                                      | Мурнвју парк, Лурган                                                     | Северна Ирска                                                            | 1 : 2                                                                    | Србија                                                                   | [ 28 ]                                                |                                                       |                                                       |
| 6.                                                    | 18. новембар 2023.                                                       | Квалификације за Европско првенство                                      | ТСЦ арена, Бачка Топола                                                  | Србија                                                                   | 0 : 3                                                                    | Енглеска                                                                 | [ 29 ]                                                |                                                       |                                                       |
| 7.                                                    | 21. новембар 2023.                                                       | Квалификације за Европско првенство                                      | Кућа фудбала, Стара Пазова                                               | Србија                                                                   | 2 : 0                                                                    | Луксембург                                                               | [ 30 ]                                                |                                                       |                                                       |
| 7                                                     | Укупан број утакмица, постигнутих погодака и минута проведених на терену | Укупан број утакмица, постигнутих погодака и минута проведених на терену | Укупан број утакмица, постигнутих погодака и минута проведених на терену | Укупан број утакмица, постигнутих погодака и минута проведених на терену | Укупан број утакмица, постигнутих погодака и минута проведених на терену | Укупан број утакмица, постигнутих погодака и минута проведених на терену |                                                       | [ 24 ]                                                |                                                       |